# Howard Roberts
Howard Roberts (* 2. Oktober 1929 in Phoenix, Arizona; † 28. Juni 1992) war ein US-amerikanischer Jazzgitarrist des Modern Jazz, Studiomusiker und Gitarrenlehrer.

## Leben und Wirken
Howard Roberts begann im Alter von acht Jahren Gitarre zu spielen. Mit 15 Jahren arbeitete er als Profimusiker mit lokalen Bands. Im Jahr 1950 zog er nach Los Angeles. Mit der Unterstützung von Jack Marshall fing er an mit Musikern wie Bobby Troup, Chico Hamilton und Barney Kessel zu arbeiten. 1956 vermittelte ihn Bobby Troup zu Verve Records, wo er als Studiomusiker arbeitete. So war er auch an der Studioproduktion From Hollywood (Decca) beteiligt. Neben dieser Tätigkeit war er als Sessionmusiker an vielen Plattenaufnahmen bis in die 1970er-Jahre beteiligt. Nebenher trat er mit eigenen Formationen in Clubs auf und nahm Platten unter eigenem Namen auf, wie Movin’ Man, Velvet Groove, Good Pickin’ und The Real Howard Roberts. In der West Coast Jazzszene war Roberts häufiger Sessionmusiker für Buddy DeFranco, Shorty Rogers, Pete Candoli und Conte Candoli, Art Pepper und Buddy Collette, des Weiteren arbeitete er auch für Oliver Nelson, Thelonious Monk (Monk’s Blues, 1969), Gerry Mulligan und Hank Jones.
Roberts spielte Rhythmusgitarre, Leadgitarre, Bass und Mandoline und war bei seiner Arbeit in Hollywood an zahlreichen Studio-, TV- und Film-Projekten beteiligt, wie:
- Leadgitarre in der Titelmusik der TV-Serie The Twilight Zone (1959).
- Gitarre im Titelthema von The Munsters.
- Rhythmusgitarre im Titelthema von I Dream of Jeannie.

Außerdem begleitete Howard Roberts zahlreiche Künstler wie Georgie Auld, Peggy Lee (Fever), Eddie Cochran (Sittin’ In The Balcony), Bobby Day (Rockin’ Robin), Jody Reynolds (Endless Sleep), Shelley Fabares (Johnny Angel), Dean Martin (Houston), The Monkees, Roy Clark, Chet Atkins und The Electric Prunes.
1963 nahm Roberts seine Alben Color Him Funky und H.R. Is A Dirty Guitar Player Capitol auf, begleitet von seinem Quartett in der Besetzung Roberts (Gitarre),  Chuck Berghofer (Bass), Earl Palmer (Schlagzeug) und Paul Bryant sowie Burkley Kendrix an der Orgel. Nach neun Alben für Capitol nahm er für ABC Impulse auf.
Von den späten 1960er Jahren an, begann Roberts mehr als Lehrer zu arbeiten. Er unterrichtete bei Gitarren-Workshops, schrieb regelmäßig im Magazin Guitar Player die Kolumne Jazz Improvisation  und veröffentlichte mehrere Lehrbücher.
Er gründete zudem das Guitar Institute of Technology und den Verlag Playback Publishing.
Nach Howard Roberts Tod setzte seine Frau Patty seine pädagogischen Aktivitäten fort.

## Diskografie (Auswahl)
- Good Pickin’s (1959)
- Color Him Funky (1963)
- H.R. Is A Dirty Guitar Player (1963)
- Something’s Cookin (1965)
- Goodies (1965)
- Whatever’s Fair! (1966)
- Jaunty-Jolly! (1967)
- Guilty!! (1967)
- Antelope Freeway (1971, Impulse; CD Reissue 2011)
- Equinox Express Elevator (1975 Impulse; CD Reissue 2011)
- The Real Howard Roberts (1977) mit Ray Brown
- Release of An Oath (1968)

## Publikationen
- The Howard Roberts’ Guitar Book (1971), Playback Music Publishing Company
- Howard Roberts Guitar Manual (1972), Playback Music Publishing Company
- Howard Roberts Guitar Manual Chord Melody (1972), Playback Music Publishing Company
- Super Solos (1977), Playback Music Publishing Company
- Super Chops (1978), Playback Music Publishing Company
- Guitar Compendium, Vol. 1–3 (1989), Advance Music